# Східний Гарлем
Східний Га́рлем (англ. East Harlem; також Іспанський Га́рлем або Ель-Ба́рріо) — район Верхнього Мангеттена в Нью-Йорку, на північ від Верхнього Іст-Сайду та обмежений 96-ю вулицею на півдні, П'ятою авеню на заході та річками Іст-Ривер і Гарлем на сході та півночі. Незважаючи на свою назву, він зазвичай не вважається частиною власне Гарлему, але є одним із районів Великого Гарлему.
У цьому районі є одна з найбільших іспаномовних громад у Нью-Йорку, переважно пуерториканці, а також домініканці, кубинці та мексиканці. Спільнота відома своїм внеском у латиноамериканський фрістайл і сальсу. Східний Гарлем також включає залишки колись переважної італійської громади. З  2000 року в Східному Гарлемі різко зросло китайське населення. Східний Гарлем історично страждав від багатьох соціальних проблем, таких як високий рівень злочинності, найвищий рівень безробіття в Нью-Йорку, підліткова вагітність, СНІД, зловживання наркотиками, безпритульність і високий рівень астми, який у п’ять разів перевищує середній по країні. Він займає друге місце за концентрацією державного житла в Сполучених Штатах після Браунсвіля, Бруклін. Східний Гарлем переживає певну джентрифікацію, і в 2016 році місто розглядало можливість зміни зонування району.

## Історія
Район, який став Східним Гарлемом, був сільським протягом більшої частини 19 століття, але житлові поселення на північний схід від Третьої авеню та Східної 110-ї вулиці розвинулися до 1860-х років. Східний Гарлем спочатку був заселений бідними німецькими, ірландськими, скандинавськими та східноєвропейськими єврейськими іммігрантами, де близько 1917 року єврейське населення становило 90 000 осіб. У 1870-х роках до цієї суміші приєдналися італійські іммігранти після того, як підрядник, який будував тролейбусні колії на Першій авеню, імпортував італійських робітників як штрейкбрехерів. Робочі нетрі вздовж Іст-Рівер на 106-й вулиці були початком італійського району, 4000 прибули до середини 1880-х років. Згодом тут стали переважати південні італійці та сицилійці. Околиці стали називати «італійським Гарлемом». Це була перша частина Манхеттена, яку називали «Маленькою Італією». В італійському Гарлемі було багато злочинних синдикатів, від ранньої Чорної Руки до більших і більш організованих італійських банд, які сформували італоамериканську мафію.

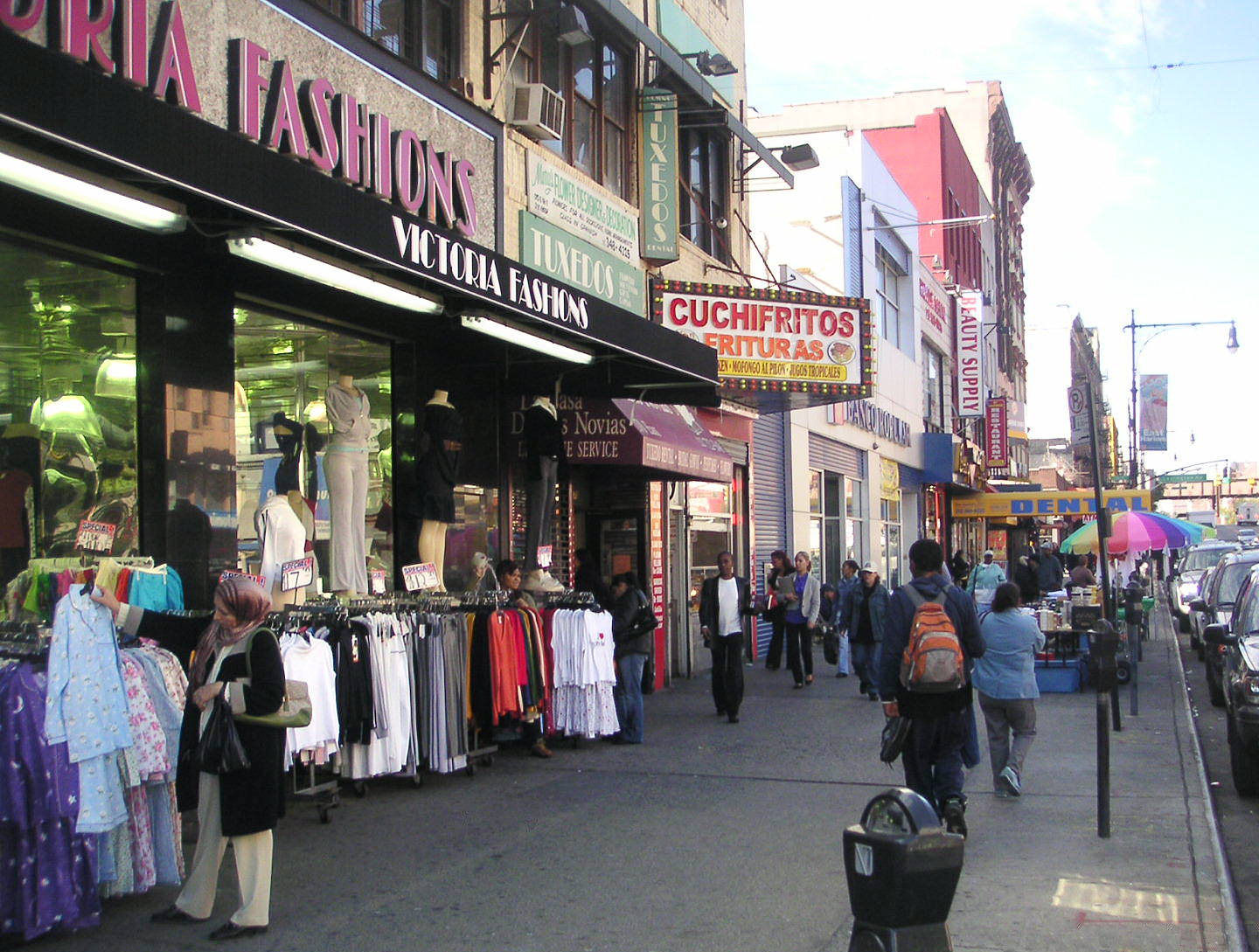
Іспанський Гарлем, 116-та вулиця.

Після Першої світової війни почалася пуерториканська та латиноамериканська міграція. Вона створила анклав у західній частині Східного Гарлему — навколо 110-ї вулиці та Лексінгтон-авеню — який став відомий як «Іспанський Гарлем». Територія повільно розросталася і охоплювала весь Східний Гарлем, включаючи італійський Гарлем, оскільки італійці переселялися до Бронкса, Брукліна, Лонг-Айленду, північної частини штату Нью-Йорк і Нью-Джерсі, а жителі Нуйоріка переселялися під час чергової хвилі імміграції в 1940-х і 1950-х роках. Нове домінуюче населення Пуерто-Рико, яке досягло 63 000 у 1950 році, продовжувало визначати околиці відповідно до своїх потреб, засновуючи бодеги та ботаніки в міру розширення. Назва «Іспанський Гарлем» почала використовуватися для опису всього району Східного Гарлему в 1950-х роках. Пізніше почала використовуватися назва «El Barrio» («Сусідство»).
У 1950-х і 1960-х роках великі частини Східного Гарлему були зрівняні з землею для проектів реконструкції міст, і цей район був одним із найбільш постраждалих районів у 1960-х і 1970-х роках, коли Нью-Йорк боровся з дефіцитом, расовими заворушеннями, втечею з міст, бандитськими війнами, зловживанням наркотиками, злочинністю та бідністю. Багатоквартирні будинки були перенаселені, погано доглядалися, і часто ставали об’єктами підпалів. У 1969 і 1970 роках регіональне відділення Молодих лордів, реорганізоване Хосе (Ча-Ча) Хіменесом із районної вуличної банди в Чикаго, проводило кілька програм, зокрема «Безкоштовний сніданок для дітей» і «Безкоштовна медична клініка», щоб допомогти латиноамериканцям і бідним сім'ям. Молоді лорди об’єдналися з «Чорними пантерами» і закликали до незалежності Пуерто-Ріко та розширення прав і можливостей сусідів. Сьогодні тут промишляє банда Latin Kings. До 1990 року рівень злиднів і злочинності знизився на 70% порівняно з 1960 роком.
До початку 21-го століття Східний Гарлем був расово різноманітним районом, де близько третини населення становили пуерториканці. Як і протягом усієї своєї історії, це переважно робітничий район. До 2006 року вартість нерухомості в Східному Гарлемі зростала разом з цінами в решті Нью-Йорка, що призвело до джентрифікації та змін у демографії регіону.

## Відомі люди
- Аль Пачино (нар. 1940) — актор
- Берт Ланкастер (1913–1994) — актор
- Боббі Дарін (1936–1973) — співак
- Джим Джонс (нар. 1976) — репер
- Джонас Солк (1914-1995) — медичний дослідник та вірусолог
- Джо Бадден (нар. 1980) — репер
- Джо Валачі (1904–1971) — мафіозі
- Ерік Естрада (нар. 1948) — актор
- Ленгстон Г'юз (1901–1967) — письменник та громадський діяч
- Марк Ентоні (нар. 1968) — співак
- Тіто Пуенте (1923–2000) — музикант
- Тупак Шакур (1971–1996) — репер і актор
- Фіорелло Ла Ґуардія (1882–1947) — Конгресмен і мер Нью-Йорка
- Френк Костелло (1891–1973) — мафіозі
- ASAP Rocky (нар. 1988) — репер
- Cam'ron (нар. 1976) — репер
- Dave East (нар. 1988) — репер
- DJ Kay Slay (1966–2022) — діджей